# Pasaje Belgrano

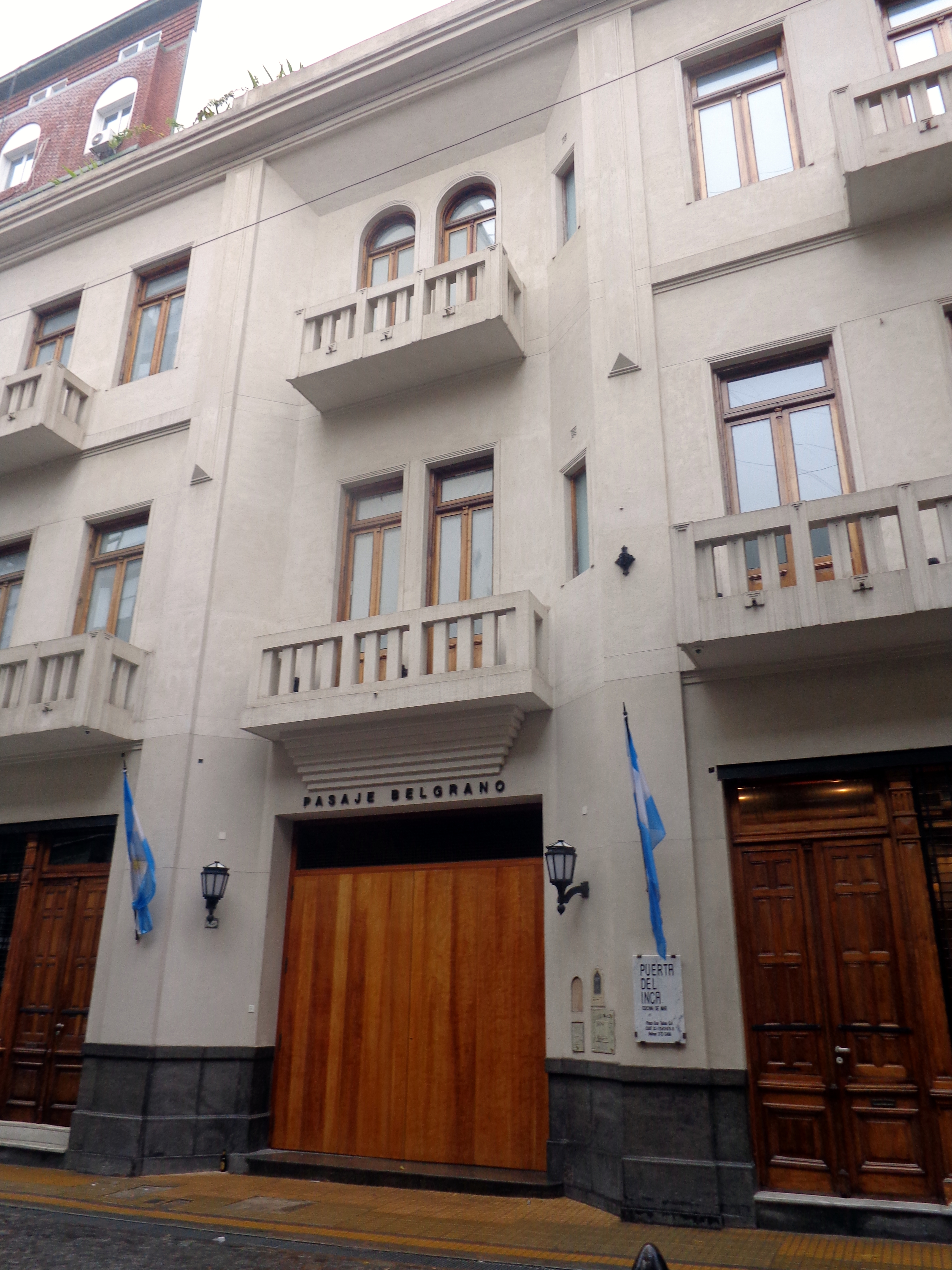
Pasaje Belgrano.

El Pasaje Belgrano es un conjunto de edificios con un pasaje peatonal interno de uso privado, que se encuentra en la calle Bolívar, a metros de la Avenida Belgrano, en la ciudad de Buenos Aires, Argentina.

## Historia
La historia del terreno donde se construyó este conjunto se remonta a mediados del siglo XIX, cuando Martín Gregorio de Álzaga adquirió a la familia de la Peña la parcela sobre la calle Bolívar, cerca de la calle Belgrano. En 1864 se casó con Felicitas Guerrero, pero falleció en 1870 por la depresión que le causó la pérdida de un hijo al nacer. Su viuda fue asesinada por un pretendiente dos años más tarde, y su familia heredó los bienes, incluyendo el terreno en la calle Bolívar.
Ampliando la propiedad, sumándole una parcela contigua en la esquina de la calle Belgrano, los Guerrero construyeron allí un conjunto de viviendas de renta (alquiler) con un angosto pasaje interno que conectaba en forma de "L" una salida por la calle Bolívar y otra por Belgrano. En 1897, los edificios pasaron a manos de Luis Supervielle, y luego a las de Bernardo Etchehon.
En 1900, como lo recuerda una placa conmemorativa en la fachada, se realizó la primera filmación cinematográfica de la Argentina, registrando la visita del presidente brasileño Campos Salles al argentino Julio A. Roca. A cargo del registro estuvo la Casa Lepage, que funcionaba en uno de los locales comerciales del Pasaje Belgrano. En 1908 fue adquirida por Max Glucksmann, pionero del cine en el país.
El conjunto de edificios y pasaje terminó siendo propiedad de la Compañía de Seguros La Continental, que en 1923 encargó al maestro del art decó argentino Alejandro Virasoro la remodelación total de la fachada.
Por último, ante el ensanche de la calle Belgrano para transformarla en avenida, el sector de los edificios afectado por esta obra de interés público tuvo que ser demolida, el angosto terreno que quedó desocupado fue vendido, y en él se construyó un alto edificio de departamentos. El pasaje interno quedó forzosamente interrumpido por la medianera del nuevo edificio, y perdió su salida por Belgrano.
Finalmente, en la década de 2000, todo el decaído conjunto fue adquirido por la firma Tanghotel, quien se dispuso a transformarlo en un hotel temático que girara alrededor de la cultura del tango. La arquitecta Ana María Carrió estuvo a cargo de la dirección de las obras, que continúan en la actualidad.

## Descripción

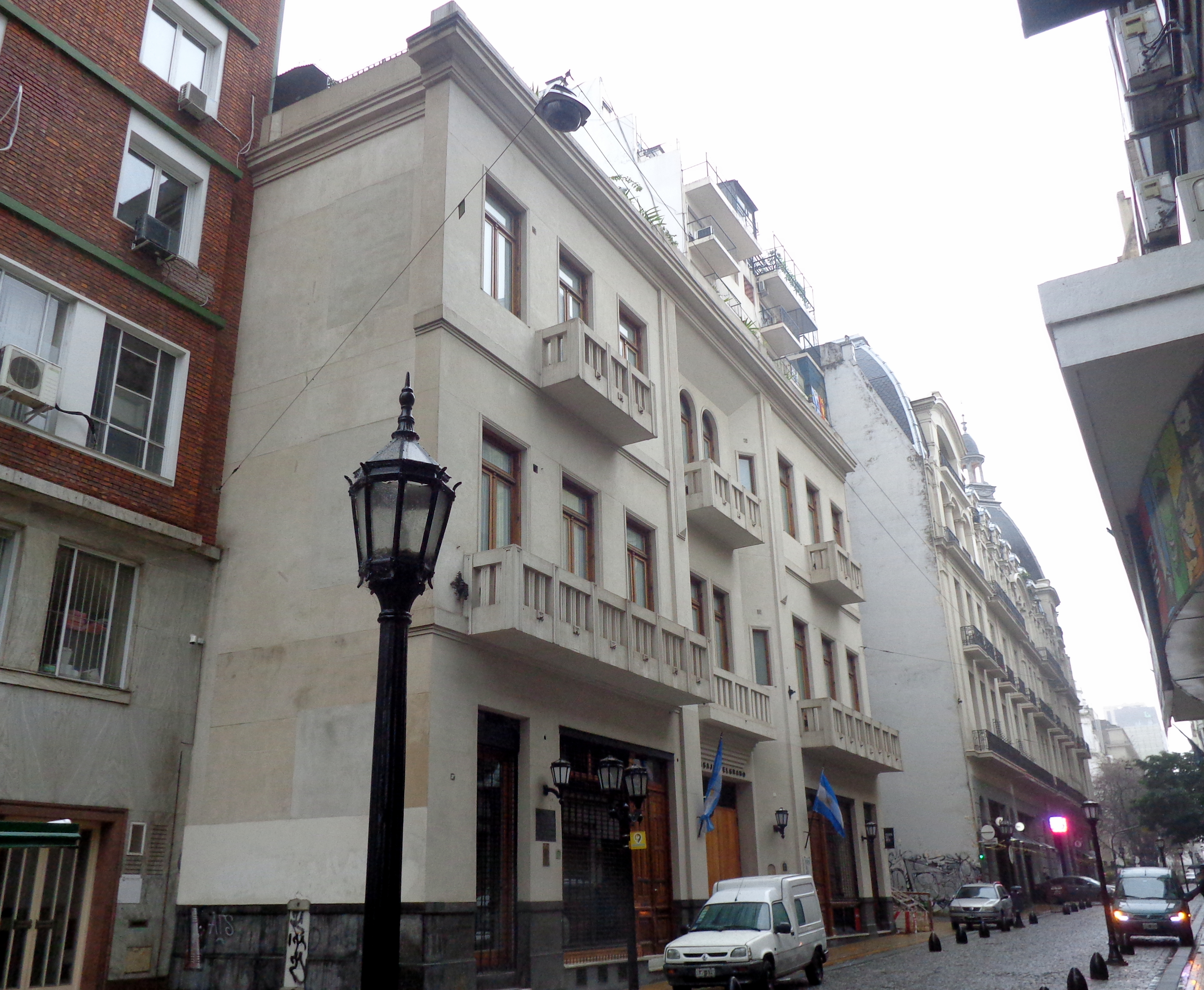
Entrada por Bolívar.

El edificio se destaca en su única fachada sobreviviente por el geométrico pero sobrio estilo art decó que le imprimió Virasoro en 1923. Sin embargo, los edificios eran originalmente de estilo italianizante, aspecto que se mantuvo en los frentes que miran hacia el pasaje interno, ya que solo se "modernizó" la fachada hacia el exterior.
El conjunto de edificios es de subsuelo, planta baja y dos pisos superiores de viviendas, aunque en el espacio interior solo posee un piso alto. En el frente funcionan locales comerciales (actualmente cerrados por las obras de transformación en hotel). El emprendimiento tendrá 23 habitaciones, galería de arte, restaurante y salón de convenciones.

## Hallazgos arqueológicos

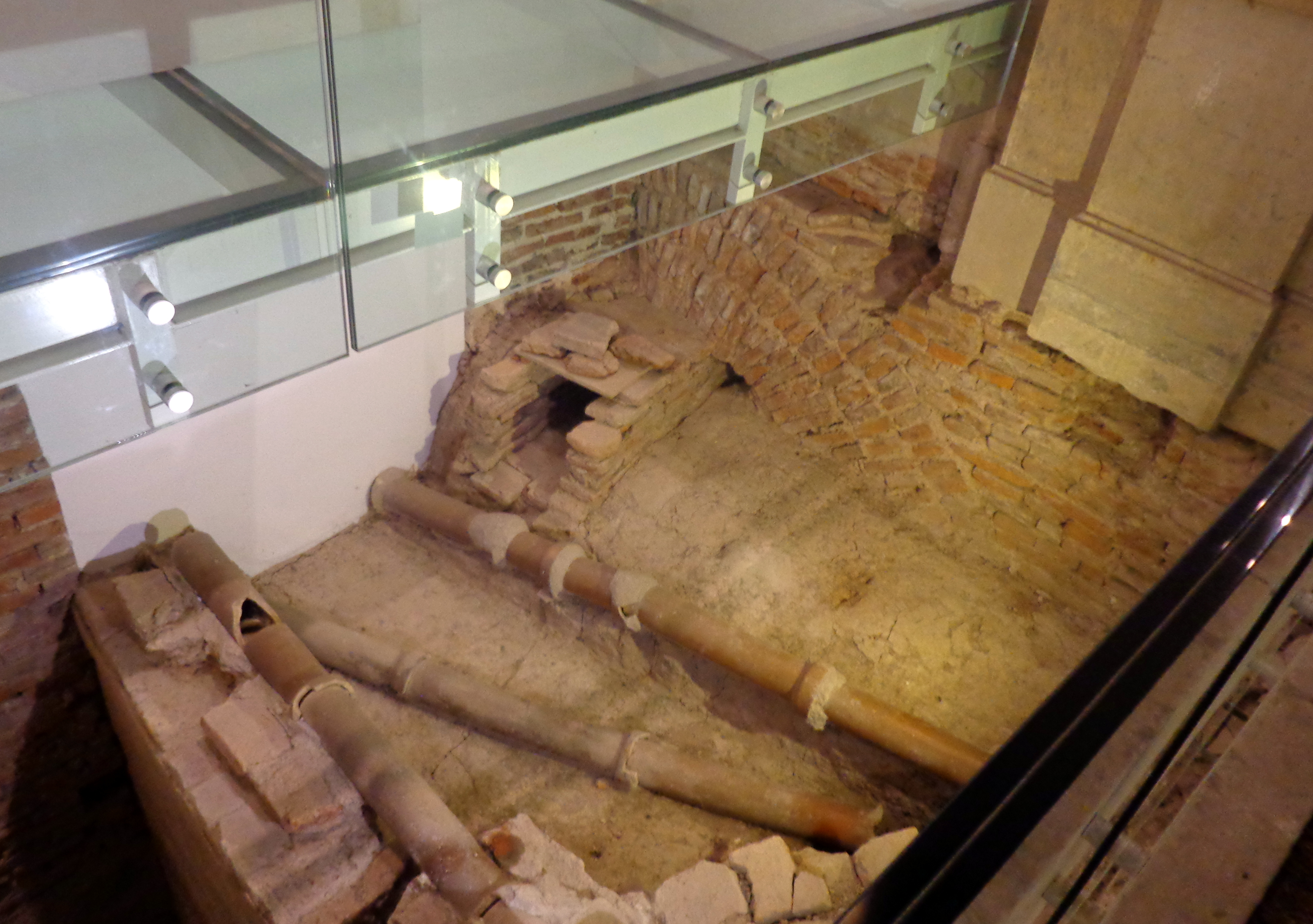
Elementos arqueológicos en el subsuelo del Pasaje Belgrano.

Durante las obras de remodelación a cargo de Carrió se descubrieron en dos oportunidades elementos de arqueología urbana en el subsuelo del Pasaje Belgrano. Daniel Schávelzon fue consultado al respecto y dató la cerámicas indígenas halladas en el siglo XVII. Además, permanecían en pie dos fragmentos de paredes pertenecientes a dos épocas distintas, una bajo la otra, la primera del siglo XVIII y la segunda del XVII, algunos de los restos más antiguos de la Buenos Aires colonial.